# Turkcell
A Turkcell Törökország piacvezető mobiltelefon-szolgáltatója, mely 1994-ben kezdte meg működését az ország első mobiltelefon-szolgáltatójaként. 2008 márciusában 35 millió előfizetővel rendelkezett, amivel – az előfizetők számának tekintetében – Európa harmadik legnagyobb mobilszolgáltatója lett. A cég részvényeivel 2000 óta kereskednek az isztambuli és a New York-i tőzsdén. A vállalat tagja a mobiltelefon-szolgáltatók szövetségének, a GSM Assocationnek.
A Turkcell leányvállalatain, a Finturon (Azerbajdzsán, Kazahsztán, Örményország, Moldova) és az Asteliten (Ukrajna) keresztül külföldön is képviselteti magát, illetve jelen van Észak-Cipruson is; összesen több mint 20 millió külföldi előfizetővel rendelkezik.
A vállalat több díjat is nyert, többek között 2002-ben GPRSLand elnevezésű szolgáltatásukért World Communication Awards díjat kaptak.
A Turkcell több labdarúgó- és kosárlabda-csapatot is szponzorál, és a török labdarúgó-bajnokság névadó fő szponzora is egyben.